# هتافات - إلى أولئك الذين يبقون (فلم)
هتافات، الي اولئك الذين يبقون  (بالإنجليزية: Cheers, to Those Who Stay) هو فيلم تم إنتاجه في لبنان وصدر في سنة 2010.

## روابط خارجية
- مقالات تستعمل روابط فنية بلا صلة مع ويكي بيانات